# بوسطن غلوب
بوسطن غلوب (بالإنجليزية: The Boston Globe) أو بوسطن صنداي غلوب هي صحيفة يومية أمريكية مقرها في بوسطن، ماساشوستس. تتبع الغلوب شركة نيويورك تايمز منذ عام 1993. منافستها الرئيسية هي بوسطن هيرالد.

## وصلات خارجية
- بوسطن غلوب على موقع الموسوعة البريطانية (الإنجليزية)
- بوسطن غلوب على موقع روتن توميتوز (الإنجليزية)
- الموقع الرسمي
- أراشيف صحيفة «بوسطن غلوب» (من عام 1872 حتى الوقت الحاضر) نسخة محفوظة 31 يناير 2013 at Archive.is (بالإنجليزية)